# 27 października
27 października jest 300. (w latach przestępnych 301.) dniem w kalendarzu gregoriańskim. Do końca roku pozostaje 65 dni.

## Święta
- Imieniny obchodzą: Barnim, Frumencjusz, Józef, Kapitolina, Manfred, Manfreda, Siestrzemił i Wielebor.
- Grecja – Dzień Flagi
- Saint Vincent i Grenadyny, Turkmenistan – Święto Niepodległości
- Międzynarodowe – Światowy Dzień Dziedzictwa Audiowizualnego (proklamowany przez Zgromadzenie Ogólne ONZ, pod patronatem UNESCO)
- Wspomnienia i święta w Kościele katolickim[1][2] obchodzą:
  - św. Abban z New Ross (irlandzki zakonnik)
  - św. Frumencjusz z Aksum (apostoł Etiopii)
  - Św. Kaleb (król Aksum)

## Wydarzenia w Polsce
- 1520 – Wojna pruska: najemnicy krzyżaccy zajęli bez walki Chojnice.
- 1535 – Dotychczasowy biskup płocki Andrzej Krzycki został mianowany arcybiskupem gnieźnieńskim i prymasem Polski.
- 1620 – Król Zygmunt III Waza ufundował klasztor franciszkanów w Smoleńsku.
- 1750 – Poświęcono ewangelicki kościół Opatrzności Bożej we Wrocławiu.
- 1863 – Powstanie styczniowe: zwycięstwo Rosjan w bitwie pod Kuflewem.
- 1872 – Oddano do użytku dwutorową linię kolejową łączącą Chorzów i Tarnowskie Góry.
- 1901 – W Katowicach odbył się recital Ignacego Jana Paderewskiego.
- 1918 – W Cieszynie odbył się wiec, podczas którego mieszkańcy miasta zadeklarowali swoją przynależność do Polski.
- 1924 – Pierwsze trzy brygady Korpusu Ochrony Pogranicza zostały rozmieszczone na granicy wschodniej.
- 1926 – W Warszawie założono Spółdzielnię Artystów „Ład”.
- 1929 – Julian Tuwim opublikował w „Robotniku” wiersz Do prostego człowieka.
- 1931 – Kapitan Franciszek Jach dokonał w Dęblinie oblotu pierwszego polskiego szybowca wyczynowego NN-1.
- 1933 – Premiera filmu Szpieg w masce w reżyserii Mieczysława Krawicza.
- 1937:
  - Protest Rady Wydziału Humanistycznego Uniwersytetu Warszawskiego przeciw bojówkarskim atakom prawicowych studentów.
  - Wprowadzono nowy wzór tablic rejestracyjnych.
- 1939 – Niemcy aresztowali prezydenta Warszawy Stefana Starzyńskiego.
- 1942 – Z getta krakowskiego do obozu zagłady w Bełżcu wywieziono około 5 tysięcy osób (w tym chorych ze szpitala i dzieci z sierocińca).
- 1944 – Funkcjonariusze Milicji Obywatelskiej dokonali masakry około 30 Ukraińców w Peresołowicach koło Hrubieszowa. Był to odwet za zamordowanie dwóch polskich rodzin przez UPA.
- 1957 – Założono Biskupie Seminarium Duchowne w Gdańsku.
- 1971 – W szpitalu w Trzebnicy dr Ryszard Kocięba przeprowadził pierwszą w Europie udaną operację przyszycia ręki.
- 1985 – Premiera 1. odcinka serialu telewizyjnego Urwisy z Doliny Młynów w reżyserii Janusza Łęskiego.
- 1991 – Odbyły się przedterminowe, pierwsze od zakończenia II wojny światowej wolne wybory do Sejmu oraz wybory do Senatu.
- 2002 – Odbyła się pierwsza tura wyborów samorządowych.
- 2004 – Otwarto odcinek Autostrady A2 Nowy Tomyśl-Komorniki.
- 2006 – Żałoba we wszystkich polskich szkołach, ogłoszona przez ministra edukacji narodowej Romana Giertycha dla uczczenia pamięci czternastoletniej gimnazjalistki Anny Halman z Gdańska, która 21 października popełniła samobójstwo po tym, jak dzień wcześniej została upokorzona podczas lekcji przez uczniów swojej klasy.
- 2007 – Paweł Kotuliński pobił w Świdnicy rekord Guinnessa na najdłuższy talk-show, który trwał łącznie 40 godzin.

## Wydarzenia na świecie
- 97 – Cesarz rzymski Nerwa adoptował Trajana, rozpoczynając okres cesarzy adopcyjnych.
- 625 – Honoriusz I został wybrany na papieża.
- 939 – Edmund Starszy został królem Anglii.
- 1275 – Pierwsza wzmianka o Amsterdamie.
- 1505 – Wasyl III został wielkim księciem moskiewskim.
- 1553 – W Genewie został spalony na stosie przez protestanckich kalwinistów hiszpański teolog, astronom, prawnik, lekarz i humanista Miguel Servet.
- 1607 – Pojawiła się Kometa Halleya.
- 1622 – Nierozstrzygnięta bitwa morska pod Saint Martin de Ré między francuską flotą królewską a flotą hugenocką.
- 1644 – Angielska wojna domowa: siły Parlamentu pokonały Rojalistów w bitwie pod Newbury.
- 1659 – Przedstawiciel wojska zaporoskiego hetman Jerzy Chmielnicki i książę Aleksy Trubecki, wysłannik cara Aleksego I Romanowa, podpisali tzw. drugą ugodę perejasławską.
- 1682 – Założono Filadelfię w Pensylwanii.
- 1708 – Król Portugalii Jan V Wielkoduszny ożenił się z Marią Anną Habsburg.
- 1781 – Zainaugurował działalność Teatr Porte-Saint-Martin w Paryżu.
- 1789 – Zwycięstwo rebeliantów nad wojskami austriackimi w bitwie pod Turnhout w Niderlandach Austriackich (późniejszej Belgii).
- 1793 – Wojny wandejskie: zwycięstwo Rojalistów nad francuską armią rewolucyjną w bitwie pod Entrames.
- 1795 – W Eskurialu zawarto hiszpańsko-amerykański traktat o przyjaźni i regulacji granicy między Georgią a hiszpańską Florydą.
- 1806 – IV koalicja antyfrancuska: po rozgromieniu armii pruskiej Napoleon Bonaparte wkroczył triumfalnie do Berlina.
- 1807 – Hiszpania i Francja zawarły tajny układ w Fontainebleau, na mocy którego Portugalia została podzielona na trzy państewka.
- 1808 – Wojna rosyjsko-szwedzka: zwycięstwo wojsk szwedzkich w bitwie przy moście Virta.
- 1810 – USA zaanektowały Zachodnią Florydę.
- 1864 – Zakończyła się konferencja w Quebecu dotycząca utworzenia Konfederacji Kanady.
- 1867 – Luigi Federico Menabrea został premierem Włoch.
- 1870 – Wojna francusko-pruska: kapitulacja francuskiej twierdzy Metz.
- 1889 – Przyszły król Grecji Konstantyn I ożenił się z księżniczką pruską Zofią Hohenzollern.
- 1895 – Utworzono Francuską Afrykę Zachodnią.
- 1897:
  - Poświęcono katedrę św. Patryka w Melbourne.
  - Założono chilijski klub piłkarski Deportes Magallanes.
- 1899 – Niemieccy astronomowie Friedrich Karl Arnold Schwassmann i Max Wolf odkryli planetoidy: (446) Aeternitas, (447) Valentine i (448) Natalie.
- 1901 – Odobești w Rumunii uzyskało prawa miejskie.
- 1904 – Uruchomiono pierwszą linię nowojorskiego metra.
- 1906:
  - Otwarto Wyższą Szkołę Handlową w Berlinie.
  - Zwodowano włoski niszczyciel „Granatiere”.
- 1907 – Węgierscy żandarmi zastrzelili 15 Słowaków, a 60 ranili podczas tłumienia antywęgierskiego wystąpienia w Černovej (dzisiejsza dzielnica Rużomberka).
- 1909 – Uruchomiono komunikację trolejbusową w Czeskich Budziejowicach.
- 1914 – I wojna światowa: u wybrzeży Irlandii po wejściu na niemiecką minę zatonął brytyjski pancernik HMS „Audacious”.
- 1915 – Billy Hughes został premierem Australii.
- 1916 – Rosyjski astronom Grigorij Nieujmin odkrył planetoidę (952) Caia.
- 1922 – Rozpoczął się faszystowski zamach stanu zwany marszem na Rzym, w wyniku którego władzę we Włoszech przejął Benito Mussolini.
- 1924 – Została zlikwidowana Turkiestańska ASRR, a z jej terytorium utworzono: Turkmeńską SRR, Uzbecką SRR, Tadżycką ASRR (w składzie Uzbeckiej SRR) oraz w składzie Rosyjskiej FSRR obwody autonomiczne: Kara-Kirgiski i Karakałpacki.
- 1927 – Królowa Holandii Wilhelmina dokonała otwarcia kanału Moza-Waal.
- 1929 – W argentyńskim Rosario otwarto Stadion Gigante de Arroyito.
- 1930 – 132 Japończyków i 2 Tajwańczyków zginęło, a 215 osób zostało rannych w wyniku ataku uzbrojonego oddziału Aborygenów tajwańskich na uczestników zawodów szkolnych w miejscowości Busha w środkowym Tajwanie.
- 1931:
  - Podczas zawodów w Tokio Japończyk Chūhei Nambu ustanowił rekord świata w skoku w dal (7,98 m), a jego rodak Mikio Oda rekord świata w trójskoku (15,58 m).
  - W Wielkiej Brytanii odbyły się przedterminowe wybory do Izby Gmin, w których zdecydowanie zwyciężyli stronnicy tzw. rządu narodowego premiera Ramsaya MacDonalda.
- 1936 – Amerykanka Wallis Simpson, kochanka księcia Walii i przyszłego króla Wielkiej Brytanii Edwarda VIII, rozwiodła się ze swym drugim mężem.
- 1938 – II wojna chińsko-japońska: zwycięstwem wojsk japońskich zakończyła się bitwa pod Wuhan (11 czerwca-27 października).
- 1939 – Vojtech Tuka został premierem Słowacji.
- 1942 – Bitwa o Atlantyk: niemiecki okręt podwodny U-627 został zatopiony bombami głębinowymi na południowy zachód od Islandii przez brytyjski bombowiec B-17, w wyniku czego zginęła cała, 44-osobowa załoga.
- 1944 – Front wschodni: Armia Czerwona zdobyła Użhorod.
- 1948 – W Rumunii minister Teohari Georgescu nakazał aresztowanie katolickich biskupów i stłumienie Kościoła Rumuńskiego Zjednoczonego z Rzymem.
- 1949 – Zainaugurowała działalność Filharmonia Słowacka w Bratysławie.
- 1952 – Jigme Dorji Wangchuck został królem Bhutanu.
- 1955 – Premiera amerykańskiego dramatu filmowego Buntownik bez powodu w reżyserii Nicholasa Raya.
- 1956 – W Luksemburgu podpisano traktat o likwidacji francuskiego Protektoratu Saary i ponownym włączeniu jego terytorium do Niemiec Zachodnich z dniem 1 stycznia 1957 roku.
- 1957:
  - Jurij Gagarin ożenił się z Walentiną Goriaczewą.
  - W Niemczech Zachodnich założono Związek Wypędzonych.
- 1958 – Gen. Muhammad Ayub Khan obalił prezydenta Pakistanu Iskandera Mirzę, po 20 dniach od wprowadzenia przez niego stanu wojennego.
- 1960:
  - Otwarto Stadion Kaftanzoglio w Salonikach.
  - W Paryżu został zamordowany zbiegły oficer polskiego wywiadu Władysław Mróz.

- 1961:

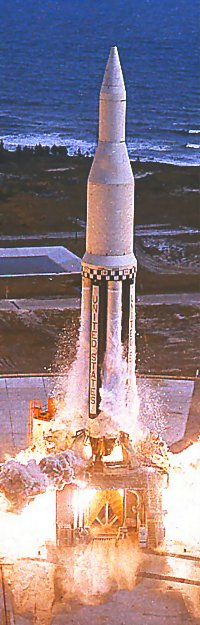
Start rakiety Saturn I

  - Mauretania i Mongolia zostały członkami ONZ.
  - Przy Checkpoint Charlie na Friedrichstraße w Berlinie, na skutek nieporozumień, stanęło naprzeciw siebie po 10 czołgów amerykańskich i radzieckich.
  - Została wystrzelona pierwsza amerykańska ciężka rakieta nośna Saturn I.
- 1962 – Kryzys kubański: nad Kubą został zestrzelony amerykański samolot rozpoznawczy Lockheed U-2, którego pilot Rudolf Anderson został jedyną ofiarą śmiertelną kryzysu, wyłączając zabitych w wypadkach; kapitan obrzucanego przez Amerykanów (w celu zmuszenia do wynurzenia) niewielkimi bombami głębinowymi radzieckiego okrętu podwodnego B-59 wydał rozkaz przygotowania torpedy z głowicą nuklearną, do użycia której użycia nie doszło z powodu braku wymaganej jednomyślności wśród dowództwa okrętu.
- 1964 – Na wiecu przedwyborczym kandydata Partii Republikańskiej na prezydenta USA Barry’ego Goldwatera, znany do tej pory jako aktor Ronald Reagan wygłosił półgodzinne przemówienie, które rozpoczęło jego karierę polityczną.
- 1965:
  - Podczas lądowania na lotnisku Heathrow w Londynie rozbił się lecący z Edynburga Vickers Vanguard należący do British European Airways, w wyniku czego zginęło wszystkich 36 osób na pokładzie.
  - Premiera filmu wojennego Król szczurów w reżyserii Bryana Forbesa.
  - Süleyman Demirel został premierem Turcji.
- 1966 – Zgromadzenie Ogólne ONZ uchwaliło odebranie Republice Południowej Afryki mandatu nad Afryką Południowo-Zachodnią i poddanie terytorium bezpośredniej odpowiedzialności ONZ.
- 1967 – Francja po raz drugi zawetowała brytyjski wniosek o przyjęcie do Wspólnot Europejskich.
- 1968 – W mieście Meksyk zakończyły się XIX Letnie Igrzyska Olimpijskie.
- 1971 – Demokratyczna Republika Konga zmieniła nazwę na Zair.
- 1976 – Premiera francuskiej komedii filmowej Skrzydełko czy nóżka w reżyserii Claude’a Zidiego.
- 1979 – Saint Vincent i Grenadyny uzyskały niepodległość (od Wielkiej Brytanii).
- 1981 – Radziecki okręt podwodny S-363 utknął na mieliźnie u wybrzeża Szwecji.
- 1986:
  - Przeprowadzono deregulację rynku finansowego w Wielkiej Brytanii (tzw. „Big Bang”).
  - W Asyżu we Włoszech na wspólnej modlitwie spotkali się zaproszeni przez papieża Jana Pawła II przedstawiciele różnych religii.
- 1988:
  - Dokonano oblotu włosko-francuskiego samolotu pasażerskiego ATR 72.
  - Prezydent USA Ronald Reagan nakazał rozebrać nowo wybudowany budynek ambasady w Moskwie z powodu wykrycia w nim aparatury podsłuchowej.
- 1989 – W bazie wojskowej w pobliżu wsi Stańkawa (rejon dzierżyński), zgodnie z sowiecko-amerykańskim porozumieniem o likwidacji pocisków średniego i krótkiego zasięgu, ostatni pocisk SS-23 został zniszczony. Białoruś stała się terytorium wolnym od broni jądrowej.
- 1990 – Askar Akajew został pierwszym prezydentem Kirgistanu.
- 1991:
  - Dżochar Dudajew został wybrany na urząd prezydenta Czeczenii.
  - Turkmenistan ogłosił niepodległość (od ZSRR).
- 1995 – Łotwa złożyła wniosek o przyjęcie do Unii Europejskiej.
- 1998 – Gerhard Schröder został kanclerzem Niemiec.
- 1999 – Uzbrojone komando wtargnęło do budynku parlamentu w stolicy Armenii Erywaniu. W strzelaninie zginęli: premier Wazgen Sarkisjan, przewodniczący Zgromadzenia Narodowego Karen Demirczian i kilku posłów.
- 2002 – Luiz Inácio Lula da Silva wygrał wybory prezydenckie w Brazylii.
- 2004 – Pilotujący sterowiec D-LZFN Friedrichshafen amerykański miliarder Steve Fossett ustanowił rekord prędkości dla tego typu statków powietrznych, pokonując kilometrowy odcinek w obu kierunkach ze średnią prędkością 111,8 km/h.
- 2005 – We Francji wybuchły zamieszki wywołane śmiercią dwóch nastoletnich imigrantów, którzy uciekając przed policją ukryli się w stacji transformatorowej.
- 2008 – Rozpoczęła się operacja NATO skierowana przeciwko piratom somalijskim.
- 2011 – Michael D. Higgins wygrał wybory prezydenckie w Irlandii.
- 2013:
  - 38 osób zginęło, a ponad 100 zostało rannych w serii zamachów bombowych w Bagdadzie.
  - Giorgi Margwelaszwili wygrał wybory prezydenckie w Gruzji.
- 2018 – 46-letni Robert Bowers otworzył ogień w synagodze w Pittsburghu w stanie Pensylwania zabijając 11 i raniąc 6 osób, po czym został zatrzymany przez policję.
- 2022 – Muhammad Szija as-Sudani został premierem Iraku.

## Eksploracja kosmosu
- 1970 – Po okrążeniu Księżyca powróciła na Ziemię radziecka sonda Zond 8.
- 1972 – Po wyczerpaniu gazu służącego do sterowania swoim położeniem zakończyła się misja Marinera 9, amerykańskiej sondy kosmicznej i następnie sztucznego satelity Marsa.

## Urodzili się
- 1156 – Rajmund VI, hrabia Tuluzy (zm. 1222)
- 1401 – Katarzyna de Valois, królowa Anglii (zm. 1437)
- 1595 – Ludovico Ludovisi, włoski duchowny katolicki, arcybiskup Bolonii, kardynał (zm. 1632)
- 1612 – Magdalena Sybilla Hohenzollern, księżniczka brandenburska, księżna-elektorowa Saksonii (zm. 1687)
- 1619 – Fryderyk Ludwik Wittelsbach, książę Pfalz-Zweibrücken (zm. 1681)
- 1678 – Pierre Rémond de Montmort, francuski matematyk (zm. 1719)
- 1694 – Marcello Crescenzi, włoski duchowny katolicki, arcybiskup Ferrary, kardynał (zm. 1768)
- 1703 – Henryk Loelhoeffel von Lowensprung, niemiecki lekarz (zm. 1767)
- 1709 – Fryderyka Aleksandra Moszyńska, polska szlachcianka (zm. 1784)
- 1736 – James Macpherson, szkocki poeta (zm. 1796)
- 1737 – Iwo Onufry Rogowski, polski duchowny katolicki, biskup pomocniczy chełmiński (zm. 1806)
- 1740 – Jakub Juliusz Bonnaud, francuski jezuita, męczennik, błogosławiony (zm. 1792)
- 1745 – Maksym Berezowski, ukraiński śpiewak, kompozytor (zm. 1777)
- 1759 – Ferenc Kazinczy, węgierski pisarz (zm. 1831)
- 1760 – August Neidhardt von Gneisenau, niemiecki hrabia, feldmarszałek (zm. 1831)
- 1762 – Giuseppe Antonio Sala, włoski kardynał (zm. 1839)
- 1765 – Nancy Storace, brytyjska śpiewaczka operowa (sopran) (zm. 1817)
- 1770 – Pietro Francesco Galleffi, włoski kardynał (zm. 1837)
- 1771 – Johann Christian Wilhelm Augusti, niemiecki teolog ewangelicki, archeolog, orientalista (zm. 1841)
- 1774 – Alexander Baring, brytyjski arystokrata, finansista, polityk (zm. 1848)
- 1777 – Jan Nepomucen Kamiński, polski reżyser, aktor, dramatopisarz, tłumacz (zm. 1855)
- 1782 – Niccolò Paganini, włoski skrzypek, altowiolista, gitarzysta, kompozytor (zm. 1840)
- 1791 – Daniel Gottfried Georg Langermann, niemiecki generał (zm. 1861)
- 1793 – Baldomero Espartero, hiszpański generał, polityk, premier Hiszpanii (zm. 1879)
- 1800 – Benjamin Wade, amerykański prawnik, polityk, senator (zm. 1878)
- 1806 – Eugenia Koss, polska tancerka, aktorka (zm. 1849)
- 1809 – Piotr Donders, holenderski redemptorysta, misjonarz, błogosławiony (zm. 1887)
- 1811 – Isaac Merritt Singer, amerykański przedsiębiorca, wynalazca (zm. 1875)
- 1817:
  - Antoni Kątski, polski kompozytor, pianista (zm. 1899)
  - Robert Nestler, polski architekt, budowniczy pochodzenia niemieckiego (zm. 1905)
- 1818 – Stafford Northcote, brytyjski arystokrata, polityk (zm. 1887)
- 1824 – Ferdinand Julius Ernst Friedensburg, niemiecki prawnik, sędzia, adwokat, polityk, nadburmistrz Wrocławia (zm. 1891)
- 1827 – Leopold Löffler, polski malarz, pedagog (zm. 1898)
- 1832 – Oskar Belian, niemiecki polityk, nadburmistrz Olsztyna (zm. 1918)
- 1833 – Cándido Bareiro, paragwajski polityk, prezydent Paragwaju (zm. 1880)
- 1835 – John Spencer, brytyjski arystokrata, polityk (zm. 1910)
- 1837 – Whitelaw Reid, amerykański dziennikarz, polityk, dyplomata (zm. 1912)
- 1839 – Icchak Jakob Reines, litewski ortodoksyjny rabin (zm. 1915)
- 1840 – Hermann Kornfeld, niemiecki psychiatra, specjalista medycyny sądowej (zm. po 1914)
- 1841:
  - Józef Kleczyński, polski statystyk, demograf, prawnik, publicysta, wykładowca akademicki (zm. 1900)
  - Guillaume-Marie-Joseph Labouré, francuski duchowny katolicki, arcybiskup Rennes, kardynał (zm. 1906)
- 1842:
  - Giovanni Giolitti, włoski polityk, premier Włoch (zm. 1928)
  - Charles Lyttelton, brytyjski arystokrata, polityk (zm. 1922)
- 1844 – Klas Pontus Arnoldson, szwedzki publicysta, polityk, laureat Pokojowej Nagrody Nobla (zm. 1916)
- 1847 – Gerard Gul, holenderski duchowny starokatolicki, arcybiskup Utrechtu (zm. 1920)
- 1849 – Bolesław Kotula, polski zoolog, botanik (zm. 1898)
- 1852 – Edward Simmons, amerykański malarz (zm. 1931)
- 1855 – Iwan Miczurin, rosyjski biolog, sadownik (zm. 1935)
- 1856 – Kenyon Cox, amerykański malarz, ilustrator, dekorator, pisarz, pedagog (zm. 1919)
- 1858:
  - Theodore Roosevelt, amerykański polityk, wiceprezydent i prezydent USA, laureat Pokojowej Nagrody Nobla (zm. 1919)
  - Waldemar, książę Danii (zm. 1939)
- 1861 – Eduard Robert Michelson, estoński psychiatra (zm. 1944)
- 1863:
  - Szymon An-ski, żydowski pisarz, publicysta, folklorysta (zm. 1920)
  - Edgar Wilkinson, angielski rugbysta (zm. 1896)
- 1864:
  - Maria Teresa Casini, włoska zakonnica, błogosławiona (zm. 1937)
  - Karol Grossmann, słoweński prawnik, adwokat, reżyser filmowy (zm. 1929)
- 1866:
  - Szymon Dzierzgowski, polski chemik, higienista, myśliciel polityczny, monarchista (zm. 1928)
  - António Teixeira Lopes, portugalski rzeźbiarz (zm. 1942)
- 1870 – Roscoe Pound, amerykański prawnik, teoretyk prawa (zm. 1964)
- 1871:
  - Wilhelm Christiani, niemiecki filolog, bibliotekarz (zm. ?)
  - Wacław Worowski, rosyjski rewolucjonista, publicysta, krytyk literacki, dyplomata pochodzenia polskiego (zm. 1923)
- 1872 – Alphonse Allaert, belgijski łucznik (zm. ?)
- 1873 – James J. Davis, amerykański polityk, sekretarz pracy (zm. 1947)
- 1877 – Irena Solska, polska aktorka (zm. 1958)
- 1878 – Margaret Skeete, amerykańska superstulatka (zm. 1994)
- 1881:
  - Edvard Larsen, norweski lekkoatleta, trójskoczek (zm. 1914)
  - Antoni Szymański, polski duchowny katolicki (zm. 1942)
- 1883 – Ivan Pregelj, słoweński prozaik, poeta, dramaturg (zm. 1960)
- 1885 – Sigrid Hjertén, szwedzka malarka (zm. 1948)
- 1889 – Fanny Durack, australijska pływaczka (zm. 1956)
- 1891 – Martin Houtkooper, holenderski piłkarz (zm. 1961)
- 1892 – Anna Margareta Schindler, austriacka rzeźbiarka (zm. 1929)
- 1894:
  - Oliver Leese, brytyjski generał porucznik (zm. 1978)
  - John Lennard-Jones, brytyjski matematyk, fizyk, chemik (zm. 1954)
  - Fritz Sauckel, niemiecki polityk i działacz nazistowski (zm. 1946)
  - Tadeusz Wański, polski fotografik (zm. 1958)
- 1895 – Helena Grażyńska, polska działaczka społeczna i niepodległościowa, instruktorka harcerska, harcmistrzyni (zm. 1972)
- 1896 – Edith Haisman, brytyjska pasażerka „Titanica” (zm. 1997)
- 1898 – Józef Hartman, polski pułkownik (zm. 1971)
- 1899:
  - Nikołaj Dolleżal, rosyjski energetyk, konstruktor reaktorów jądrowych (zm. 2000)
  - Michaił Żarow, rosyjski aktor, reżyser filmowy i teatralny (zm. 1981)
- 1900:
  - Franciszek Niepokólczycki, polski pułkownik saperów, żołnierz AK, uczestnik podziemia antykomunistycznego, prezes WiN (zm. 1974)
  - Ko Willems, holenderski kolarz szosowy i torowy (zm. 1983)
  - Stanisław Zawadzki, polski generał brygady, polityk, minister pracy i polityki społecznej (zm. 1984)
- 1901:
  - Luis Brunetto, argentyński lekkoatleta, trójskoczek (zm. 1968)
  - Aleksandrs Čaks, łotewski prozaik, poeta (zm. 1950)
- 1902:
  - Léon Charlier, belgijski zapaśnik (zm. ?)
  - Władysław Chruścicki, radziecki pułkownik pochodzenia polskiego (zm. 1944)
  - Jan Rychel, polski polityk, poseł na Sejm PRL (zm. 1974)
- 1903:
  - Jonas Jonsson, szwedzki strzelec sportowy (zm. 1996)
  - Kazimierz Różanowski, polski archiwista, historyk, działacz społeczny (zm. 1976)
- 1904 – Joakim Segedi, chorwacki duchowny katolicki obrządku bizantyjskiego, biskup pomocniczy kriżewczyński (zm. 2004)
- 1905:
  - Eugenio Gestri, włoski kolarz szosowy (zm. 1944)
  - Henry Mann, amerykański statystyk i matematyk (zm. 2000)
- 1907:
  - Stanisław Ehrlich, polski prawnik, wykładowca akademicki (zm. 1997)
  - Jadwiga Grabda, polska zoolog, parazytolog, wykładowczyni akademicka (zm. 1981)
  - Adelaide Lambert, amerykańska pływaczka (zm. 1996)
- 1908:
  - Beniamin Julian, hiszpański lasalianin, męczennik, święty (zm. 1934)
  - Lee Krasner, amerykańska malarka pochodzenia żydowskiego (zm. 1984)
- 1909 – Tadeusz Ciastuła, polski kapitan pilot (zm. 1979)
- 1910:
  - Jack Carson, kanadyjski aktor (zm. 1963)
  - Frederick de Cordova, amerykański reżyser filmowy (zm. 2001)
  - Karol Kuryluk, polski działacz kulturalny, polityk, minister kultury i sztuki (zm. 1967)
- 1912 – Conlon Nancarrow, amerykańsko-meksykański kompozytor (zm. 1997)
- 1913:
  - Andrzej Bobkowski, polski pisarz, eseista, przedsiębiorca, emigrant (zm. 1961)
  - Joe Medicine Crow, amerykański antropolog, historyk (zm. 2016)
  - Kornel Filipowicz, polski pisarz (zm. 1990)
  - Otto Wichterle, czeski chemik, wynalazca (zm. 1998)
- 1914:
  - Ahmet Kireççi, turecki zapaśnik (zm. 1979)
  - Jan Kott, polski pisarz, krytyk teatralny, historyk literatury (zm. 2001)
  - Dylan Thomas, walijski prozaik, poeta (zm. 1953)
  - Yang Chengwu, chiński generał, polityk komunistyczny (zm. 2004)
- 1915 – Page Morton Black, amerykańska piosenkarka kabaretowa (zm. 2013)
- 1916 – Kazimierz Brandys, polski prozaik, eseista, scenarzysta filmowy pochodzenia żydowskiego (zm. 2000)
- 1917:
  - Mieczysław Morawski, polski kapitan, żołnierz AK, uczestnik powstania warszawskiego (zm. 2001)
  - Oliver Tambo, południowoafrykański polityk, działacz społeczny (zm. 2003)
  - Nils Täpp, szwedzki biegacz narciarski (zm. 2000)
  - Pavel Tigrid, czeski dziennikarz, publicysta, polityk (zm. 2003)
- 1918:
  - Mihkel Mathiesen, estoński polityk emigracyjny (zm. 2003)
  - Teresa Wright, amerykańska aktorka (zm. 2005)
- 1919:
  - Willi Arlt, niemiecki piłkarz (zm. 1947)
  - Anna Rudzińska, polska socjolog, działaczka społeczna (zm. 1992)
  - Michel Schwalbé, polski skrzypek, pedagog pochodzenia żydowskiego (zm. 2012)
  - Kazimierz Szydło, polski pułkownik (zm. 2017)
- 1920:
  - Zygmunt Bakuła, polski robotnik, sierżant GL (zm. 1943)
  - Nanette Fabray, amerykańska piosenkarka, aktorka, tancerka, działaczka społeczna (zm. 2018)
  - Lucyna Fagasiewicz, polska botanik, wykładowczyni akademicka (zm. 2003)
  - Kocheril Raman Narayanan, indyjski polityk, prezydent Indii (zm. 2005)
  - Masako Ōya, japońska piosenkarka, pisarka, osobowość telewizyjna (zm. 1999)
  - Aleksandr Riekunkow, radziecki prawnik, prokurator generalny (zm. 1996)
- 1921:
  - Benito Alazraki, meksykański reżyser filmowy (zm. 2007)
  - Oldřich Černík, czeski działacz komunistyczny, polityk, premier Czechosłowacji (zm. 1994)
  - Rufin Kominek, polski plastyk, ceramik, wykładowca akademicki (zm. 2002)
  - Anestis Logotetis, austriacki kompozytor pochodzenia greckiego (zm. 1994)
- 1922:
  - Poul Bundgaard, duński aktor (zm. 1998)
  - Stanisław Bugajski, polski aktor, reżyser, dyrektor i kierownik artystyczny teatrów, dramaturg (zm. 1970)
  - Victorio Cieslinskas, urugwajski koszykarz pochodzenia litewskiego (zm. 2007)
  - Ruby Dee, amerykańska aktorka (zm. 2014)
  - Michel Galabru, francuski aktor (zm. 2016)
  - Ralph Kiner, amerykański baseballista (zm. 2014)
  - Carlos Andrés Pérez, wenezuelski polityk, prezydent Wenezueli (zm. 2010)
- 1923:
  - Maliq Herri, albański śpiewak operowy (tenor) (zm. 2004)
  - Roy Lichtenstein, amerykański malarz (zm. 1997)
- 1924:
  - Alain Bombard, francuski lekarz, biolog, pionier ratownictwa morskiego (zm. 2005)
  - Firuz Kazemzadeh, rosyjski historyk pochodzenia irańskiego (zm. 2017)
  - Šimon Ondruš, słowacki językoznawca (zm. 2011)
  - Alfredo Ramos, brazylijski piłkarz (zm. 2012)
  - Ronnie Taylor, brytyjski operator filmowy (zm. 2018)
  - George Wallington, amerykański kompozytor, pianista jazzowy (zm. 1993)
- 1925:
  - Warren Christopher, amerykański prawnik, polityk, dyplomata, sekretarz stanu (zm. 2011)
  - Jane Connell, amerykańska aktorka (zm. 2013)
  - Gienrich Nowożyłow, rosyjski konstruktor lotniczy (zm. 2019)
- 1927:
  - Júlio Duarte Langa, mozambicki duchowny katolicki, biskup Xai-Xai, kardynał
  - Bartłomiej (Gondarowski), rosyjski biskup prawosławny (zm. 1988)
  - Zdzisław Łączkowski, polski poeta, prozaik, eseista, krytyk literacki, publicysta, dziennikarz (zm. 2019)
  - Bernard Parmegiani, francuski kompozytor pochodzenia włoskiego (zm. 2013)
  - Zdzisław Pietras, polski pisarz (zm. 1979)
- 1928:
  - Miroslav Filip, czeski szachista (zm. 2009)
  - Tadeusz Kurek, polski dziennikarz, reżyser (zm. 1993)
  - Perry Smith, amerykański morderca (zm. 1965)
  - Witold Zegalski, polski pisarz science fiction (zm. 1974)
- 1929 – Jerzy Górski, polski kajakarz, trener (zm. 1997)
- 1930:
  - Zdzisław Balicki, polski dziennikarz, ekonomista, polityk, poseł na Sejm PRL (zm. 1995)
  - Wiesława Drojecka, polska piosenkarka (zm. 2024)
  - Jorge Grau, hiszpański reżyser i scenarzysta filmowy (zm. 2018)
  - Janusz Maksymowicz, polski działacz kombatancki
  - Miłosz Matwijewicz, polski malarz, twórca sztuki użytkowej (zm. 2019)
  - Wilfredo Peláez, urugwajski koszykarz (zm. 2019)
  - Zbigniew Szczerba, polski elektrotechnik, wykładowca akademicki (zm. 2024)
- 1931:
  - José Rafael Barquero Arce, kostarykański duchowny katolicki, biskup Alajuela (zm. 2020)
  - Barbara Falkowska, polska artystka plastyk, twórczyni tkaniny artystycznej (zm. 2022)
  - Nawal as-Sadawi, egipska psychiatra, pisarka feministyczna, obrończyni praw kobiet (zm. 2021)
  - Marian Tuka, polski rolnik, polityk, poseł na Sejm PRL (zm. 2015)
  - Anatolij Zajajew, ukraiński piłkarz, trener (zm. 2012)
- 1932:
  - Jean-Pierre Cassel, francuski aktor (zm. 2007)
  - Harry Gregg, północnoirlandzki piłkarz, bramkarz, trener (zm. 2020)
  - Sylvia Plath, amerykańska pisarka (zm. 1963)
- 1933:
  - Floyd Cramer, amerykański pianista (zm. 1997)
  - Andrzej Czeczot, polski grafik, twórca filmów animowanych (zm. 2012)
  - Pumpsie Green, amerykański baseballista (zm. 2019)
  - Teodozjusz (Lazor), amerykański duchowny prawosławny, biskup Alaski i Pittsburgha, metropolita całej Ameryki i Kanady (zm. 2020)
  - Earle Wells, nowozelandzki żeglarz sportowy (zm. 2021)
- 1934:
  - Ivan Jullien, francuski trębacz jazzowy, kompozytor (zm. 2015)
  - Jan Kozik, polski historyk, wykładowca akademicki (zm. 1979)
- 1935:
  - Bogdan Adamczyk, polski piłkarz
  - Bob Andrews, brytyjsko-nowozelandzki żużlowiec
  - Eliseo Insfrán, paragwajski piłkarz (zm. 2020)
- 1936:
  - Conchita Bautista, hiszpańska aktorka, piosenkarka, prezenterka telewizyjna
  - Dave Charlton, południowoafrykański kierowca wyścigowy (zm. 2013)
  - Joyce Chopra, amerykańska reżyserka filmowa
  - Stanisław Majcher, polski piłkarz, bramkarz (zm. 2014)
- 1937:
  - Eugen Ekman, fiński gimnastyk
  - Michaił Mustygin, rosyjski piłkarz, trener (zm. 2023)
- 1938 – Miguel Jones, hiszpański piłkarz (zm. 2020)
- 1939:
  - Ałła Achundowa, azerska poetka, scenarzystka filmowa
  - Anna Bernat, polska polityk, poseł na Sejm PRL
  - John Cleese, brytyjski aktor komediowy
  - Stanisław Czekalski, polski nefrolog
  - Jean Djorkaeff, francuski piłkarz, trener pochodzenia ormiańskiego
  - Edmund Dudziński, polski działacz społeczny, animator kultury
  - Marino Perani, włoski piłkarz, trener (zm. 2017)
- 1940:
  - John Gotti, amerykański boss mafijny pochodzenia włoskiego (zm. 2002)
  - Szahnaz Pahlawi, irańska księżniczka
  - Wolfgang Winkler, niemiecki saneczkarz (zm. 2001)
- 1941:
  - Alfred Beszterda, polski prawnik, działacz partyjny (zm. 2018)
  - Paul Maruyama, amerykański judoka pochodzenia japońskiego
  - Tadeusz Piekarz, polski ekonomista, polityk, wojewoda krakowski (zm. 2005)
  - Jesús Esteban Sádaba Pérez, hiszpański duchowny katolicki, wikariusz apostolski Aguarico w Ekwadorze
- 1942:
  - Philip Catherine, belgijski gitarzysta jazzowy
  - Edward Drozd, polski prawnik, notariusz, profesor nauk prawnych (zm. 2025)
  - Lech Falandysz, polski prawnik, felietonista, polityk (zm. 2003)
  - Janusz Korwin-Mikke, polski publicysta, brydżysta, polityk, poseł na Sejm RP i eurodeputowany
  - Mariusz Leszczyński, polski aktor (zm. 2014)
  - Helmut Nadolski, polski kontrabasista jazzowy
- 1943:
  - Roza Anagnosti, albańska aktorka
  - Carmen Argenziano, amerykański aktor (zm. 2019)
  - Arkadiusz Jadczyk, polski fizyk, wykładowca akademicki
  - Thomas Lister, nowozelandzki rugbysta, trener (zm. 2017)
- 1944:
  - Bogdan Chazan, polski ginekolog-położnik, wykładowca akademicki
  - J.A. Jance, amerykańska pisarka
  - Fernando Ocariz, hiszpański duchowny i teolog katolicki
- 1945:
  - Arild Andersen, norweski muzyk jazzowy, kontrabasista, kompozytor
  - Kjell Hovda, norweski biathlonista
  - Mikołaj Kubica, polski gimnastyk sportowy (zm. 2020)
  - Zbigniew Lewicki, polski politolog, amerykanista, anglista
  - (data urzędowa 6 października) Luiz Inácio Lula da Silva, brazylijski polityk, prezydent Brazylii
  - Carrie Snodgress, amerykańska aktorka (zm. 2004)
  - Giuseppe Wilson, włoski piłkarz (zm. 2022)
- 1946:
  - Eugeniusz Banachowicz, polski kompozytor
  - Paul Haddacks, brytyjski wiceadmirał, polityk
  - Steven Nagel, amerykański astronauta (zm. 2014)
  - Maciej Petruczenko, polski dziennikarz sportowy (zm. 2025)
  - Ivan Reitman, kanadyjski aktor, reżyser i producent filmowy (zm. 2022)
  - Andrzej Urbańczyk, polski dziennikarz, polityk, poseł na Sejm RP (zm. 2001)
- 1947:
  - Piotr Andrejew, polski reżyser filmowy (zm. 2017)
  - Gunter Demnig, niemiecki artysta
  - Frumencio Escudero Arenas, hiszpański duchowny katolicki, biskup, wikariusz apostolski Puyo
  - Wiktor Karpuchin, rosyjski funkcjonariusz KGB (zm. 2003)
  - Zbigniew Napiórkowski, polski operator filmowy
  - Ewa Siemaszko, polska inżynier technolog, działaczka kresowa
  - Zdzisław Targoński, polski chemik, technolog żywności i żywienia, wykładowca akademicki (zm. 2024)
  - Klaus Wallas, austriacki judoka, wrestler, strongman
- 1948:
  - Józef Baniak, polski socjolog, teolog, wykładowca akademicki
  - Marek Prost, polski okulista
  - Walenty Ziętara, polski hokeista, trener i działacz hokejowy
- 1949:
  - Emanuel Barbara, maltański duchowny katolicki, posługujący w Kenii, biskup Malindi, administrator apostolski Mombasy (zm. 2018)
  - Julio Cardeñosa, hiszpański piłkarz
  - Edith Eckbauer, niemiecka wioślarka
  - Javier Navarro Rodríguez, meksykański duchowny katolicki, biskup Zamory
  - Ewa Romanowska-Różewicz, polska montażystka filmowa
- 1950:
  - Wojciech Chądzyński, polski historyk, dziennikarz, pedagog
  - Florencio Armando Colin Cruz, meksykański duchowny katolicki, biskup Puerto Escondido
  - Ewa Góra, polska siatkarka
  - Fran Lebowitz, amerykańska pisarka, publicystka pochodzenia żydowskiego
  - Heidi Robbiani, szwajcarska jeźdźczyni sportowa
  - Juan Roca, kubański koszykarz (zm. 2022)
- 1951:
  - Magda Czapińska, polska poetka, autorka tekstów piosenek, reżyserka widowisk estradowych i telewizyjnych
  - K.K. Downing, brytyjski gitarzysta, członek zespołu Judas Priest
  - Wolfgang Junginger, niemiecki narciarz alpejski (zm. 1982)
  - Ryszard Stadniuk, polski wioślarz
- 1952:
  - Roberto Benigni, włoski aktor, reżyser i scenarzysta filmowy
  - Brigitte Engerer, francuska pianistka (zm. 2012)
  - Francis Fukuyama, amerykański politolog, filozof, ekonomista
  - Dean T. Kashiwagi, amerykański inżynier, ekonomista (zm. 2025)
  - Krzysztof Kwiatkowski, polski pedagog, propagator sztuki przetrwania
  - Ted Wass, amerykański aktor, reżyser i scenarzysta telewizyjny
- 1953:
  - Peter Firth, brytyjski aktor
  - Robert Picardo, amerykański aktor
- 1954:
  - Frank Gray, szkocki piłkarz
  - Andrzej Ławniczak, polski kucharz
  - Ramiz Mirzəyev, azerski działacz piłkarski (zm. 2007)
  - Siergiej Naryszkin, rosyjski polityk
- 1955:
  - Claudia Giordani, włoska narciarka alpejska
  - Isidoro San José, hiszpański piłkarz
  - Reynald Secher, francuski politolog, historyk, pisarz
  - Zbigniew Senkowski, polski związkowiec, polityk, poseł na Sejm RP (zm. 2022)
- 1956:
  - Michèle Chardonnet, francuska lekkoatletka, płotkarka
  - Joaquín Ventura, salwadorski piłkarz
  - Christiane Wartenberg, niemiecka lekkoatletka, biegaczka średniodystansowa
- 1957:
  - Glenn Hoddle, angielski piłkarz, trener
  - Peter Marc Jacobson, amerykański aktor, reżyser, scenarzysta i producent telewizyjny pochodzenia żydowskiego
  - László Szalma, węgierski lekkoatleta, skoczek w dal
  - Tsai Ming-liang, tajwański reżyser filmowy
- 1958:
  - Manu Katché, francuski perkusista, wokalista, kompozytor, autor tekstów, producent muzyczny
  - Simon Le Bon, brytyjski wokalista, członek zespołu Duran Duran
  - Andrzej Tomanek, polski artysta kabaretowy, aktor, członek Kabaretu OT.TO
- 1959:
  - Rick Carlisle, amerykański koszykarz, trener
  - Michał Janocha, polski duchowny katolicki, biskup pomocniczy warszawski
  - Małgorzata Kaczmarska, polska aktorka
  - Víctor Luna, kolumbijski piłkarz, trener (zm. 2024)
  - Brian Pockar, kanadyjski łyżwiarz figurowy (zm. 1992)
  - Zdzisław Sipiera, polski nauczyciel, samorządowiec, polityk, wojewoda mazowiecki
  - Clinton Wheeler, amerykański koszykarz (zm. 2019)
- 1960 – Oleg Bryjak, niemiecki śpiewak operowy (bas baryton) pochodzenia ukraińskiego (zm. 2015)
- 1961:
  - Orlando Cáceres, portorykański zapaśnik
  - Zbigniew Churas, polski piłkarz
  - Pascale Doger, francuska judoczka
  - Håkan Hardenberger, szwedzki trębacz
  - Paolo Mazza, sanmaryński piłkarz
  - Margaret Mazzantini, włoska aktorka, pisarka pochodzenia irlandzkiego
  - Iwona Schymalla, polska dziennikarka i prezenterka telewizyjna, konferansjerka
  - Aleksi Żelazkow, bułgarski piłkarz, trener
- 1962:
  - Atsuyoshi Furuta, japoński piłkarz
  - Aleksandr Iwanow, rosyjski malarz-abstrakcjonista, kolekcjoner dzieł sztuki
  - Monika Jóźwik, polska aktorka, producentka filmowa, prezenterka telewizyjna
  - Jun’ichi Kanemaru, japoński seiyū
  - Pavel Martínek, czeski kolarz torowy
  - Stewart McKimmie, szkocki piłkarz
  - Gintaras Songaila, litewski dziennikarz, przedsiębiorca, menedżer, polityk
  - Leszek Szczerba, polski saksofonista jazzowy
- 1963:
  - Anton Arghira, rumuński zapaśnik
  - Awi Belleli, izraelski muzyk, piosenkarz
  - Marcélia Cartaxo, brazylijska aktorka
  - Dimitri from Paris, francuski producent muzyczny, didżej, prezenter radiowy pochodzenia greckiego
  - Małgorzata Jankun-Woźnicka, polska ichtiolog, wykładowczyni akademicka
  - Lee Young-jin, południowokoreański piłkarz
  - Lou, niemiecka piosenkarka
  - Marla Maples, amerykańska aktorka, osobowość telewizyjna
  - Cvijan Milošević, bośniacki piłkarz
  - Aleksander Szczygło, polski prawnik, polityk, minister obrony narodowej, szef BBN i Kancelarii Prezydenta RP, poseł na Sejm RP (zm. 2010)
  - Feyyaz Uçar, turecki piłkarz, trener
  - Farin Urlaub, niemiecki gitarzysta, wokalista, członek zespołu Die Ärzte
- 1964:
  - Jill Hetherington, kanadyjska tenisistka
  - Žarko Petrović, serbski siatkarz
  - Andrzej Mastalerz, polski aktor
  - Mary T. Meagher, amerykańska pływaczka
  - Paolo Daniele Zanotti, sanmaryński piłkarz
- 1965:
  - Cindy Eckert, amerykańska wioślarka
  - Mauro Gambetti, włoski kardynał
  - Grzegorz Hajdarowicz, polski przedsiębiorca, producent filmowy, wydawca
  - Oleg Kotow, rosyjski pułkownik wojsk powietrznych, lekarz, kosmonauta
  - Sven Lehmann, niemiecki aktor (zm. 2013)
  - Atlee Mahorn, kanadyjski lekkoatleta, sprinter pochodzenia jamajskiego
  - Idoia Mendia, hiszpańska działaczka samorządowa, polityk, eurodeputowana
  - Michael O’Connor, brytyjski kostiumograf
  - Lofti Ben Sassi, tunezyjski piłkarz
- 1966:
  - Dibyendu Barua, indyjski szachista
  - Csaba Köves, węgierski szablista
  - Antonio Manicone, włoski piłkarz
  - Oleg Moldovan, mołdawski strzelec sportowy
  - Marko Perković, chorwacki muzyk, kompozytor, wokalista, lider zespołu Thompson
  - Raimondas Šukys, litewski prawnik, polityk
- 1967:
  - Jaren Jackson, amerykański koszykarz
  - Igor Janke, polski dziennikarz, publicysta
  - Ardian Kozniku, chorwacki piłkarz pochodzenia albańskiego
  - Simone Moro, włoski alpinista, himalaista
  - Scott Weiland, amerykański wokalista, członek zespołu Stone Temple Pilots (zm. 2015)
  - Dilara Weliszajewa, ukraińska koszykarka
- 1968:
  - Bertrand Damaisin, francuski judoka
  - Sean Holland, amerykański aktor
- 1969:
  - Lykke Friis, duńska politolog, ekonomistka, wykładowczyni akademicka, polityk
  - Jean-Luc Garin, francuski duchowny katolicki, biskup Saint-Claude
  - Jacek Gollob, polski żużlowiec
  - Martin Kealoe, salomoński przedsiębiorca, polityk
  - Marek Napiórkowski, polski gitarzysta jazzowy, kompozytor
  - Peter O’Meara, irlandzki aktor
  - Channon Roe, amerykański aktor
  - Michael Tarnat, niemiecki piłkarz
- 1970:
  - Swietłana Abramowa, rosyjska lekkoatletka, tyczkarka
  - Alain Boghossian, francuski piłkarz pochodzenia ormiańskiego
  - Adrian Erlandsson, szwedzki perkusista, członek zespołów At the Gates i Cradle of Filth
  - Roman Mega, słowacki hokeista, trener
  - Marco Negri, włoski piłkarz
  - Jussi Niinistö, fiński historyk, filozof, wykładowca akademicki, polityk
  - Vicente de Paula Ferreira, brazylijski duchowny katolicki, biskup pomocniczy Belo Horizonte
  - Marcin Popkiewicz, polski fizyk jądrowy, klimatolog, popularyzator nauki
  - Jonathan Stroud, brytyjski pisarz fantasy
  - Tarcy Su, chińska piosenkarka, aktorka
  - Rusłana Taran, ukraińska żeglarka sportowa
- 1971:
  - Walid Salah El-Din, egipski piłkarz
  - Alipiusz (Kozoli), ukraiński duchowny prawosławny, arcybiskup metropolita dżankojski i rozdolnieński (zm. 2021)
  - Teodoros Zagorakis, grecki piłkarz
- 1972:
  - Lee Clark, angielski piłkarz
  - Łarisa Krugłowa, rosyjska lekkoatletka, sprinterka
  - Maria Mutola, mozambicka lekkoatletka, biegaczka średniodystansowa
- 1973:
  - Agata Gałuszka-Górska, polska prawnik, prokurator, zastępca Prokuratora Krajowego (zm. 2022)
  - Semmy Schilt, holenderski karateka
  - Grzegorz Wilk, polski wokalista, aktor, dziennikarz
- 1974:
  - Eduard-Raul Hellvig, rumuński socjolog, polityk, eurodeputowany
  - Torben Hoffmann, niemiecki piłkarz
  - German (Semanczuk), ukraiński biskup prawosławny
- 1975:
  - Tamer Abdel Hamid, egipski piłkarz
  - Bad Azz, amerykański raper (zm. 2019)
  - Tamer Abdel Hamid, norweska piosenkarka
  - Aron Ralston, amerykański wspinacz
- 1976:
  - Bobby Fish, amerykański wrestler
  - Ariel Ibagaza, argentyński piłkarz
  - Sławomir Mocek, polski florecista
  - Klaus Sammer, austriacki snowboardzista
  - David Terrien, francuski kierowca wyścigowy
- 1977:
  - Sayed Abdel Hafeez, egipski piłkarz
  - Jiří Jarošík, czeski piłkarz
  - Zab Judah, amerykański bokser
  - Rita Sadzevičienė, litewska lekkoatletka, tyczkarka
  - Kumar Sangakkara, lankijski krykiecista
  - Maik Weichert, niemiecki gitarzysta, autor tekstów, członek zespołu Heaven Shall Burn
- 1978:
  - John Capel, amerykański lekkoatleta, sprinter
  - Bora Dagtekin, turecko-niemiecki aktor, scenarzysta filmowy i telewizyjny
  - Gylfi Einarsson, islandzki piłkarz
  - Manami Konishi, japońska aktorka, piosenkarka, modelka
  - Vanessa Mae, brytyjska skrzypaczka, kompozytorka
  - Siergiej Samsonow, rosyjski hokeista
  - Tom Vandendriessche, belgijski i flamandzki polityk, eurodeputowany
  - Jhon Viáfara, kolumbijski piłkarz
  - David Walton, amerykański aktor
- 1979:
  - Ivica Iliev, serbski piłkarz
  - Tomasz Kamiński, polski samorządowiec, polityk, poseł na Sejm RP
  - Melanie Vallejo, australijska aktorka pochodzenia hiszpańsko-filipińsko-ukraińskiego
  - Sabina Waszut, polska pisarka
- 1980:
  - Václav Noid Bárta, czeski piosenkarz
  - Seth Gueko, francuski raper pochodzenia włosko-rosyjskiego
  - Bartosz Huzarski, polski kolarz szosowy
  - Jerzy Mielewski, polski dziennikarz sportowy
  - Victoria Nestorowicz, kanadyjska aktorka
  - Tanel Padar, estoński piosenkarz
- 1981:
  - Volkan Demirel, turecki piłkarz, bramkarz
  - Kristi Richards, kanadyjska narciarka dowolna
  - Anna Wielgus, polska lekkoatletka, tyczkarka
- 1982:
  - Jessy Matador, kongijski piłkarz
  - Gediminas Paulauskas, litewski piłkarz
  - Joana Zimmer, niemiecka piosenkarka
- 1983:
  - Issoumaila Dao, iworyjski piłkarz
  - Marko Dević, ukraiński piłkarz pochodzenia serbskiego
  - Vesna Jovanović, serbska siatkarka
  - Andrzej Olewiński, polski gitarzysta klasyczny
  - Artur Smoljaninow, rosyjski aktor
  - Jakub at-Tahir, kuwejcki piłkarz
  - Kıvanç Tatlıtuğ, turecki aktor, model
  - Franz Wittmann Jr., austriacki kierowca wyścigowy
- 1984:
  - Anton Cziczulin, kazachski piłkarz
  - Sebastian Gacki, kanadyjski aktor pochodzenia polskiego
  - Michał Jurecki, polski piłkarz ręczny
  - Matteo Malucelli, włoski kierowca wyścigowy
  - Mariano Maroto, hiszpański piłkarz
  - Kelly Osbourne, brytyjska piosenkarka, aktorka, projektantka mody
  - Ewa Pikosz, polska motocyklistka enduro
  - Danijel Subašić, chorwacki piłkarz, bramkarz
  - Mateusz Zaremba, polski piłkarz ręczny
- 1985:
  - Daniel Kolář, czeski piłkarz
  - Sunitha Rao, indyjska tenisistka
  - Stojan Todorczew, bułgarski sztangista, strongman
- 1986:
  - Anna Cruz, hiszpańska koszykarka
  - Andressa Fernandes, brazylijska judoczka
  - Alba Flores, hiszpańska aktorka
  - Crystal Langhorne, amerykańska koszykarka
  - Jon Niese, amerykański baseballista
  - Matty Pattison, południowoafrykański piłkarz
  - Gabriel Thomson, brytyjski aktor
  - David Warner australijski krykiecista
  - Dustin Watten, amerykański siatkarz
  - Lou Williams, amerykański koszykarz
- 1987:
  - Andrew Bynum, amerykański koszykarz
  - Katarzyna Ciesielska, polska siatkarka
  - Alexia Djilali, francuska siatkarka
  - Shawn Porter, amerykański bokser
  - Yi Jianlian, chiński koszykarz
- 1988:
  - Brady Ellison, amerykański łucznik
  - Fashawn, amerykański raper
  - Aaron Johnson, amerykański koszykarz
  - Marija Karakaszewa, bułgarska siatkarka
  - Sanne van Paassen, holenderska kolarka przełajowa i szosowa
  - Evan Turner, amerykański koszykarz
- 1989:
  - Lucas Domínguez, chilijski piłkarz
  - Mia Manganello, amerykańska kolarka szosowa, łyżwiarka szybka
  - Magdalena Parysek, polska koszykarka
  - Sasha Strunin, polska piosenkarka pochodzenia rosyjskiego
  - Rubén Tejada, panamski baseballista
- 1990:
  - Alex Bentley, amerykańska koszykarka
  - Cao Yupeng, chiński snookerzysta
  - Paul Chelimo, kenijsko-amerykański lekkoatleta, długodystansowiec
  - Jóhann Berg Guðmundsson, islandzki piłkarz
  - Papa Alioune Ndiaye, senegalski piłkarz
- 1991:
  - Bryan Craig, amerykański aktor
  - Simon Deli, iworyjski piłkarz
  - Adam Helcelet, czeski lekkoatleta, wieloboista
- 1992:
  - Stephan El Shaarawy, włoski piłkarz pochodzenia egipskiego
  - Karolína Erbanová, czeska łyżwiarka szybka
  - Brandon Saad, amerykański hokeista
  - Guusje Steenhuis, holenderska judoczka
- 1993:
  - Jamal Blackman, angielski piłkarz, bramkarz
  - Megan Courtney-Lush, amerykańska siatkarka
  - Aleksandra Fijał, polska drifterka, youtuberka, prezenterka telewizyjna
  - Nazi Paikidze, gruzińsko-amerykańska szachistka
  - Robert Parzęczewski, polski bokser
  - Vincent Poirier, francuski koszykarz
- 1994:
  - Ognjen Dobrić, serbski koszykarz
  - Lexie Brown, amerykańska koszykarka
  - Tim Quarterman, argentyński koszykarz
  - Rasmus Ristolainen, fiński hokeista
  - Kurt Zouma, francuski piłkarz pochodzenia środkowoafrykańskiego
- 1995:
  - Dominik Depowski, polski siatkarz
  - Leon Draisaitl, niemiecki hokeista
- 1996:
  - Nadiem Amiri, niemiecki piłkarz pochodzenia pasztuńskiego
  - David Michel, austriacki siatkarz pochodzenia polskiego
- 1997:
  - Lonzo Ball, amerykański koszykarz
  - Aleksandra Makurat, polska koszykarka
  - Aleksandar Nedeljković, serbski siatkarz
  - Justin Wright-Foreman, amerykański koszykarz
- 1998:
  - Alexei Ciopa, mołdawski piłkarz
  - Dayot Upamecano, francuski piłkarz pochodzenia gwinejskiego
- 1999:
  - Igor Diwiejew, rosyjski piłkarz
  - Wazgen Tewanian, ormiański zapaśnik
- 2000:
  - Fiordaliza Cofil, dominikańska lekkoatletka, sprinterka
  - Anna Hertel, polska tenisistka
  - Szabolcs Schön, węgierski piłkarz
- 2001:
  - Karel Espino, kubański piłkarz
  - Aleksandra Formella, polska lekkoatletka, sprinterka
  - Wadym Kołesnyk, amerykański łyżwiarz figurowy pochodzenia ukraińskiego
  - Paolo Porro, włoski siatkarz
  - Yū Shiotani, japoński zapaśnik
- 2002:
  - Jahja Muhammad Salah Muhammad Hafiz, egipski zapaśnik
  - Nejka Repinc Zupančič, słoweńska skoczkini narciarska
- 2003 – Annika Sieff, włoska skoczkini narciarska, kombinatorka norweska
- 2004 – Munthir Jandu, saudyjski zapaśnik
- 2005 – Taylah Preston, australijska tenisistka

## Zmarli
- 925 – Muhammad ibn Zakarijja ar-Razi, perski lekarz, filozof (ur. 865)
- 939 – Athelstan, król Wesseksu (ur. ok. 895)
- 1256 – Ulryk III Spanheim, książę Karyntii (ur. ok. 1220)
- 1272 – Hugo IV, książę Burgundii (ur. 1212)
- 1303 – Beatrycze Kastylijska, królowa Portugalii (zm. 1242)
- 1312:
  - Gentile da Montefiore, włoski kardynał (ur. ?)
  - Jan II Pokojowy, książę Brabancji (ur. 1275)
- 1326 – Hugon Despenser, angielski możnowładca (ur. 1262)
- 1327 – Elżbieta de Burgh, królowa Szkocji (ur. ok. 1289)
- 1331 – Abu al-Fida, arabski historyk, geograf (ur. 1273)
- 1430 – Witold Kiejstutowicz, wielki książę litewski (ur. ok. 1350)
- 1439 – Albrecht II Habsburg, książę Austrii, król Niemiec, Węgier i Czech (ur. 1397)
- 1449 – Uług Beg, władca mongolski, matematyk, astronom (ur. 1394)
- 1485 – Rudolf Agricola, holenderski pisarz, filolog, tłumacz, muzyk (ur. 1444)
- 1497 – Gabriel Tęczyński, polski szlachcic, wojskowy (ur. ok. 1430)
- 1505 – Iwan III Srogi, wielki książę moskiewski, święty prawosławny (ur. 1440)
- 1548 – (lub 28 października) Jan Dantyszek, polski duchowny katolicki, biskup chełmiński i warmiński, sekretarz królewski, poeta (ur. 1485)
- 1553 – Miguel Servet, hiszpański teolog antytrynitański, astronom, prawnik, lekarz (ur. 1511)
- 1561 – Lope de Aguirre, hiszpański konkwistador (ur. 1510)
- 1564 – Cristoforo Ciocchi del Monte, włoski duchowny katolicki, biskup Cagli i Marsylii, kardynał (ur. 1484)
- 1573 – Laurentius Petri, szwedzki duchowny luterański, reformator religijny, arcybiskup Uppsali (ur. 1499)
- 1597 – Alfons II d’Este, książę Ferrary i Modeny (ur. 1533)
- 1605 – Akbar, władca Imperium Mogołów w Indiach (ur. 1542)
- 1613 – Gabriel Batory, książę Siedmiogrodu (ur. 1589)
- 1623 – Jakub Bosgrave, angielski jezuita, matematyk. wykładowca akademicki działający w Polsce (ur. 1553)
- 1627 – Charles Loyseau, francuski prawnik, polityk (ur. 1566)
- 1674 – Hallgrímur Pétursson, islandzki duchowny luterański, poeta (ur. 1614)
- 1675 – Gilles de Roberval, francuski matematyk (ur. 1602)
- 1700 – Adrian, rosyjski duchowny prawosławny, patriarcha moskiewski i całej Rusi (ur. ?)
- 1705 – Tirso González, hiszpański jezuita, teolog (ur. 1624)
- 1727 – Lambert Blackwell, brytyjski polityk, dyplomata (ur. ok. 1681)
- 1730 – Paul Jacob Marperger, niemiecki ekonomista (ur. 1656)
- 1739 – Nikolaus Bartholomäus von Danckelmann, pruski polityk, dyplomata (ur. 1650)
- 1759 – Konstancja Czartoryska, polska arystokratka, matka Stanisława Augusta Poniatowskiego (ur. 1695)
- 1760 – Antonín Koniáš, czeski jezuita, kaznodzieja (ur. 1691)
- 1767 – Burkhard Christoph Münnich, rosyjski generał-feldmarszałek, inżynier pochodzenia niemieckiego (ur. 1683)
- 1771 – Johann Gottlieb Graun, niemiecki kompozytor (ur. 1703)
- 1779 – Wacław Piotr Rzewuski, polski szlachcic, hetman polny koronny, hetman wielki koronny, wojewoda podolski i krakowski, pisarz (ur. 1706)
- 1800 – Vincenzo Ranuzzi, włoski kardynał (ur. 1726)
- 1807 – Franz de Paula Gundaccar von Colloredo-Mannsfeld, austriacki książę, dyplomata, polityk (ur. 1731)
- 1817 – Joachim Neander von Petersheiden, pruski generał (ur. 1743)
- 1819:
  - Konstanty Fredro, polski duchowny katolicki, kanonik przemyski (ur. ok. 1760)
  - Siergiej Wiazmitinow, rosyjski hrabia, generał piechoty, polityk (ur. 1744)
- 1824 – Joseph Frederick Wallet Desbarres, szwajcarski kartograf, kanadyjski polityk (ur. 1721)
- 1836 – François Raynouard, francuski historyk, językoznawca, dramaturg (ur. 1761)
- 1845 – Jean Charles Peltier, francuski fizyk (ur. 1785)
- 1846 – Louis-Auguste-Victor de Ghaisne de Bourmont, francuski generał, polityk, marszałek Francji i par Francji (ur. 1773)
- 1847 – Alexandre Deschapelles, francuski szachista (ur. 1780)
- 1853 – Maria White Lowell, amerykańska poetka, abolicjonistka (ur. 1821)
- 1858 – Ida Pfeiffer, austriacka podróżniczka, pisarka (ur. 1797)
- 1869 – Rudolf Kner, austriacki zoolog, paleontolog, ichtiolog (ur. 1810)
- 1880 – Iosafat Gundius, rosyjski architekt pochodzenia polskiego (ur. 1844)
- 1883 – Louis-François-Clement Breguet, francuski fizyk, zegarmistrz (ur. 1804)
- 1887 – John Ritchie, amerykański polityk (ur. 1831)
- 1888:
  - Walenty Nasierowski, polski działacz niepodległościowy, uczestnik powstania listopadowego, emigrant (ur. 1802)
  - Helena Wilhelmina Henrietta Nassau-Weilburg, niemiecka arystokratka (ur. 1831)
- 1890 – Józef Hollak, polski duchowny katolicki, biskup pomocniczy sejneński (ur. 1812)
- 1892 – Josef Jan Hais, czeski duchowny katolicki, biskup kralovohradecki (ur. 1829)
- 1893:
  - Friedrich Wilhelm Dörpfeld, niemiecki pedagog (ur. 1824)
  - Artur Gołuchowski, polski generał, uczestnik powstania styczniowego (ur. 1808)
- 1894 – Alfons Czibulka, węgierski kompozytor, dyrygent, kapelmistrz, pianista (ur. 1842)
- 1897 – Maria Adelajda Hanowerska, brytyjska księżniczka (ur. 1833)
- 1903 – Włodzimierz Brodowski, polski anatom, patolog, wykładowca akademicki (ur. 1823)
- 1905 – Ralph Copeland, brytyjski inżynier, astronom, wykładowca akademicki (ur. 1837)
- 1906 – Włodzimierz Spasowicz, polski prawnik, działacz społeczny, krytyk literacki, publicysta (ur. 1829)
- 1907 – Zygmunt Czechowicz, białoruski działacz narodowy, uczestnik powstania styczniowego, zesłaniec (ur. 1831)
- 1908 – Salvador Casañas i Pagès, hiszpański duchowny katolicki, biskup La Seu d’Urgell i współksiążę episkopalny Andory, arcybiskup Barcelony, kardynał (ur. 1834)
- 1914:
  - Kazimierz Coppieters de Tergonde, polski żołnierz Legionów Polskich (ur. 1891)
  - Wincenty Jakubiec, polski żołnierz Legionów Polskich (ur. 1894)
- 1917 – Worthington George Smith, brytyjski architekt, ilustrator, archeolog, fitopatolog, mykolog (ur. 1835)
- 1918:
  - Aleksandr Protopopow, rosyjski posiadacz ziemski, przedsiębiorca, polityk (ur. 1866)
  - Karl Schlegel, niemiecki pilot wojskowy, as myśliwski (ur. 1893)
- 1919 – Leon Rzeczniowski, polski neurolog, psychiatra (ur. 1850)
- 1921 – Yan Fu, chiński oficer marynarki wojennej, naukowiec (ur. 1854)
- 1922 – Julian Onderdonk, amerykański malarz (ur. 1882)
- 1925 – Hans von Mangoldt, niemiecki matematyk (ur. 1854)
- 1926 – Ksawery Orłowski, polski dyplomata (ur. 1862)
- 1929:
  - Georg von der Marwitz, pruski generał (ur. 1856)
  - Alfred Maria Willner, austriacki kompozytor, muzykolog, librecista (ur. 1859)
- 1931 – Chrystyna Ałczewska, ukraińska poetka (ur. 1882)
- 1933 – Julius Klengel, niemiecki wiolonczelista, kompozytor, pedagog (ur. 1859)
- 1936 – Salwator Mollar Ventura, hiszpański franciszkanin, męczennik, błogosławiony (ur. 1896)
- 1937 – Mike Johannsen, ukraiński prozaik, poeta, tłumacz, teoretyk literatury, językoznawca pochodzenia szwedzkiego (ur. 1896)
- 1937 – Kaszaf Muchtarow, radziecki polityk (ur. 1896)
- 1938:
  - Lascelles Abercrombie, brytyjski filozof, krytyk, poeta, dramaturg (ur. 1881)
  - Xədicə Qayıbova, azerska pianistka (ur. 1893)
  - August von Trott zu Solz, pruski polityk (ur. 1855)
- 1939:
  - Antoni Arasmus, polski duchowny katolicki, męczennik, Sługa Boży (ur. 1894)
  - Stanisław Gąsek, polski major lekarz (ur. 1888)
  - Roman Konkiewicz, polski lekarz, działacz społeczno-polityczny (ur. 1887)
  - Louis Eugène Roy, haitański bankier, polityk, prezydent Haiti (ur. 1861)
  - Piotr Sosnowski, polski duchowny katolicki, męczennik, Sługa Boży (ur. 1899)
- 1940:
  - Kazimierz Drogoszewski, polski entomolog, nauczyciel przyrody, lekarz weterynarii (ur. 1868)
  - Ignacy Harde, polski weteran powstania styczniowego (ur. 1847)
  - Augustyn Łukosz, polski kolejarz, polityk, poseł na Sejm Śląski (ur. 1884)
  - Józef Ruffer, polski malarz, poeta (ur. 1878)
- 1941 – Wiktor Tałalichin, radziecki pilot wojskowy, as myśliwski (ur. 1918)
- 1942 – Helmuth Hübener, niemiecki działacz antynazistowski (ur. 1925)
- 1943 – Abdrauf Dawletow, radziecki porucznik (ur. 1916)
- 1944:
  - Miłosz Kotarbiński, polski malarz, śpiewak, krytyk literacki, poeta, kompozytor (ur. 1854)
  - Tekla Trapszo, polska aktorka (ur. 1873)
- 1945:
  - Stamen Grigorow, bułgarski lekarz, bakteriolog (ur. 1878)
  - Antonio Palacios, hiszpański architekt (ur. 1874)
  - Rafał Sadowski, polski podpułkownik artylerii (ur. 1891)
- 1947:
  - William Fay, irlandzki aktor, producent teatralny (ur. 1872)
  - Fanni Luukkonen, fińska pułkownik (ur. 1882)
  - Osvaldo Polimanti, włoski lekarz, fizjolog, wykładowca akademicki (ur. 1869)
  - Roman Rieger, polski inżynier górnictwa, wynalazca, wykładowca akademicki (ur. 1870)
- 1948:
  - Edward M. Bassett, amerykański polityk (ur. 1863)
  - Judah Leon Magnes, amerykański rabin (ur. 1877)
- 1949:
  - František Halas, czeski poeta, tłumacz (ur. 1901)
  - Leonard Hanson, brytyjski gimnastyk (ur. 1887)
  - Moriz Oppenheim, austriacko-amerykański dermatolog pochodzenia żydowskiego (ur. 1876)
- 1950:
  - Gieorgij Badajew, radziecki polityk (ur. 1909)
  - Piotr Kubatkin, radziecki generał porucznik, funkcjonariusz organów bezpieczeństwa i wywiadu (ur. 1907)
  - Ren Bishi, chiński działacz komunistyczny (ur. 1904)
  - Nikołaj Sołowjow, radziecki generał porucznik, polityk (ur. 1903)
- 1951 – Edmund Konarski, polski duchowny katolicki, kanonik (ur. 1870)
- 1952:
  - Jiří Frejka, czeski reżyser teatralny, aktor, pisarz, tłumacz (ur. 1904)
  - Kamilla Kancewicz, polska psychiatra, działaczka komunistyczna, dziennikarka pochodzenia żydowskiego (ur. 1879)
- 1953:
  - Zdzisław Jachimecki, polski kompozytor, historyk muzyki (ur. 1882)
  - Eduard Künneke, niemiecki kompozytor (ur. 1885)
- 1954 – Franco Alfano, włoski kompozytor, pianista (ur. 1876)
- 1955:
  - Władysław Dubielak, polski podporucznik, uczestnik podziemia antykomunistycznego (ur. 1924)
  - Stanisław Fenrych, polski przedsiębiorca (ur. 1883)
- 1957:
  - Marcel Berré, belgijski florecista (ur. 1882)
  - Giovanni Caproni, włoski konstruktor samolotów, przedsiębiorca (ur. 1886)
- 1958:
  - Josef Klausner, izraelski pisarz, krytyk literacki, historyk, wykładowca akademicki, działacz syjonistyczny (ur. 1874)
  - Władimir Łukjanow, radziecki polityk (ur. 1901)
  - Marshall Neilan, amerykański aktor, reżyser, scenarzysta i producent filmowy (ur. 1891)
- 1959:
  - Dmitrij Gładki, radziecki polityk (ur. 1911)
  - Martin Hawkins, amerykański lekkoatleta, płotkarz (ur. 1888)
- 1960 – Władysław Mróz, polski oficer wywiadu zagranicznego (ur. 1926)
- 1962 – Otto Froitzheim, niemiecki tenisista (ur. 1884)
- 1963 – José Lodi Batalha, brazylijski piłkarz, bramkarz (ur. 1896)
- 1964 – Willi Bredel, niemiecki pisarz (ur. 1901)
- 1965 – Elemér Pászti, węgierski gimnastyk (ur. 1889)
- 1966 – Korneliusz (Popow), rosyjski biskup prawosławny (ur. 1874)
- 1967:
  - Jan Maciela, polski nauczyciel, działacz oświatowy, polityk, poseł na Sejm PRL (ur. 1906)
  - Fritz ter Meer, niemiecki naukowiec, przedsiębiorca, zbrodniarz wojenny (ur. 1884)
  - Kurt Schneider, niemiecki psychiatra, wykładowca akademicki (ur. 1887)
  - Theodor Stelzer, niemiecki urzędnik, oficer, uczestnik opozycji antyhitlerowskiej (ur. 1885)
- 1968:
  - Lise Meitner, austriacka fizyk jądrowa, wykładowczyni akademicka pochodzenia żydowskiego (ur. 1878)
  - Mateo Múgica y Urrestarazu, baskijski duchowny katolicki, biskup Vitorii (ur. 1870)
- 1970 – Jerzy Waldemar Jarociński, polsko-francuski krytyk sztuki (ur. 1893)
- 1971:
  - Karel Janoušek, czeski dowódca wojskowy, więzień polityczny, przyrodnik (ur. 1893)
  - Juliusz Katz-Suchy, polski działacz komunistyczny, dyplomata pochodzenia żydowskiego (ur. 1912)
- 1973:
  - Jewgienij Bałabin, rosyjski generał major, emigrant (ur. 1879)
  - Henryk Słabczyk, polski generał brygady MO, polityk, wiceminister spraw wewnętrznych (ur. 1925)
  - Otilio Ulate Blanco, kostarykański dziennikarz, polityk, prezydent Kostaryki (ur. 1891)
- 1974 – Rudolf Dassler, niemiecki przedsiębiorca (ur. 1896)
- 1975:
  - Peregrino Anselmo, urugwajski piłkarz, trener (ur. 1902)
  - Rex Stout, amerykański pisarz (ur. 1886)
- 1976 – Stefan Adam Zamoyski, polski ziemianin, oficer kawalerii (ur. 1904)
- 1977:
  - James M. Cain, amerykański pisarz, dziennikarz (ur. 1892)
  - Ivo Radovniković, jugosłowiański piłkarz, trener (ur. 1918)
  - Zofia Trzcińska-Kamińska, polska rzeźbiarka, medalierka (ur. 1890)
- 1978:
  - Robert Giertsen, norweski żeglarz sportowy (ur. 1894)
  - (lub 28 października) John Riley, brytyjski poeta (ur. 1937)
- 1980:
  - Steve Peregrin Took, brytyjski muzyk, członek zespołu T. Rex (ur. 1949)
  - John Hasbrouck van Vleck, amerykański fizyk pochodzenia holenderskiego, laureat Nagrody Nobla (ur. 1899)
- 1981:
  - Anders Ångström, szwedzki geofizyk (ur. 1888)
  - Nico Dostal, austriacki kompozytor pochodzenia czeskiego (ur. 1895)
- 1985 – Tola Mankiewiczówna, polska piosenkarka, aktorka, śpiewaczka operowa i operetkowa (ur. 1900)
- 1986 – Jerzy Modzelewski, polski duchowny katolicki, biskup pomocniczy warszawski (ur. 1905)
- 1987:
  - Ildefons Houwalt, polski ułan, malarz (ur. 1910)
  - Andrzej Rembalski, polski generał brygady (ur. 1931)
  - Włodzimierz Sackiewicz-Steckiewicz, polski działacz opozycji antykomunistycznej (ur. 1955)
- 1988:
  - Rufino Luis Garcia-Valdajos, hiszpański wojskowy (ur. 1918)
  - Charles Hawtrey, brytyjski aktor komediowy (ur. 1914)
- 1990:
  - Xavier Cugat, hiszpański muzyk (ur. 1900)
  - Jacques Demy, francuski reżyser filmowy (ur. 1931)
  - Wacław Kowalski, polski aktor (ur. 1916)
  - Ugo Tognazzi, włoski aktor, scenarzysta i reżyser filmowy (ur. 1922)
  - Béla Volentik, węgierski piłkarz, trener (ur. 1907)
- 1991:
  - Jan Wojciech Lipczewski, żołnierz TAP i ZWZ/AK (ur. 1917)
  - Andrzej Panufnik, polski kompozytor, dyrygent (ur. 1914)
- 1992:
  - David Bohm, amerykański fizyk, wykładowca akademicki pochodzenia żydowskiego (ur. 1917)
  - Jan Legowicz, polski filozof, wykładowca akademicki (ur. 1909)
  - Allen Schindler, amerykański radiooperator US Navy (ur. 1969)
- 1993:
  - Czesław Czapliński, polski oficer rezerwy, działacz i polityk emigracyjny (ur. 1904)
  - Barbara Czopek, polska koszykarka, siatkarka (ur. 1931)
- 1994
  - Jan Baculewski, polski historyk literatury i pedagog (ur. 1912)
  - Józef Kozieł, polski rzeźbiarz ludowy (ur. 1926)
- 1995:
  - Maciej Olczyk, polski działacz partyjny i państwowy (ur. 1933)
  - Jan Kulik, polski duchowny katolicki, biskup pomcniczy łódzki (ur. 1918)
- 1996:
  - Foguinho, brazylijski piłkarz, trener (ur. 1909)
  - Marcello Mihalich, włoski piłkarz, trener (ur. 1907)
- 1997 – Józef Szczekot, polski ortopeda (ur. 1932)
- 1998:
  - Reidar Kvammen, norweski piłkarz, trener (ur. 1914)
  - Gene Taylor, amerykański polityk (zm. 1998)
  - Winnie van Weerdenburg, holenderska pływaczka (ur. 1946)
- 1999:
  - Johnny Byrne, angielski piłkarz (ur. 1939)
  - Robert Cohen, holenderski prawnik, urzędnik, polityk (ur. 1930)
  - Karen Demirczian, ormiański polityk (ur. 1932)
  - Robert Mills, amerykański fizyk, wykładowca akademicki (ur. 1927)
  - Wazgen Sarkisjan, ormiański wojskowy, polityk, premier Armenii (ur. 1959)
- 2000 – Lída Baarová, czeska aktorka (ur. 1914)
- 2002:
  - Kazimierz Bartkiewicz, polski historyk, wykładowca akademicki (ur. 1930)
  - Tom Dowd, amerykański producent muzyczny (ur. 1925)
  - Charles Logie, amerykański strzelec sportowy (ur. 1919)
  - André de Toth, węgierski reżyser, scenarzysta i producent filmowy (ur. 1912)
- 2003:
  - Johnny Boyd, amerykański kierowca wyścigowy (ur. 1926)
  - Rod Roddy, amerykański aktor (ur. 1937)
- 2004:
  - Claude Helffer, francuski pianista (ur. 1922)
  - Anatol Makarenko, polski major (ur. 1919)
  - Marwell Periotti, argentyński piłkarz, bramkarz (ur. 1939)
  - Serginho, brazylijski piłkarz (ur. 1974)
- 2005:
  - Ewa Bugno-Zaleska, polska działaczka społeczna, polityk (ur. 1949)
  - Jozef Bomba, słowacki piłkarz (ur. 1939)
- 2006:
  - Ghulam Ishaq Khan, pakistański polityk, prezydent Pakistanu (ur. 1915)
  - Andrzej Mosz, polski dziennikarz (ur. 1933)
- 2007:
  - Waltraud Nowarra, niemiecka szachistka (ur. 1940)
  - Franci Slak, słoweński scenarzysta, reżyser filmowy i teatralny, pedagog, polityk (ur. 1953)
- 2008:
  - Grzegorz Basiak, polski lekkoatleta, sprinter (ur. 1962)
  - Heinz Krügel, niemiecki piłkarz, trener (ur. 1921)
- 2009:
  - Irena Bierwiaczonek-Polak, polska malarka (ur. 1951)
  - John David Carson, amerykański aktor (ur. 1952)
  - August Coppola, amerykański pisarz, wykładowca akademicki (ur. 1934)
- 2010:
  - Sakr II ibn Muhammad al-Kasimi, emir Ras al-Chajma (ur. 1918)
  - Néstor Kirchner, argentyński polityk, prezydent Argentyny (ur. 1950)
- 2011:
  - Tadeusz Broś, polski dziennikarz telewizyjny, aktor (ur. 1949)
  - James Hillman, amerykański psycholog (ur. 1926)
  - Zdzisław Pierścionek, polski ekonomista (ur. 1941)
  - Michał Rybczyński, polski muzykolog, dziennikarz muzyczny (ur. 1945)
- 2012:
  - Anatolij Bietiechtin, radziecki generał armii, polityk (ur. 1931)
  - Jacques Dupin, francuski poeta (ur. 1927)
  - Lech Grześkiewicz, polski artysta plastyk, malarz (ur. 1913)
  - Hans Werner Henze, niemiecki kompozytor (ur. 1926)
  - Jerzy Łobodda, polski skoczek spadochronowy (ur. 1931)
  - Göran Stangertz, szwedzki aktor, reżyser filmowy (ur. 1944)
- 2013:
  - Aldo Barbero, argentyński aktor (ur. 1938)
  - Vinko Coce, chorwacki śpiewak operowy (tenor) (ur. 1954)
  - Olga Gyarmati, węgierska lekkoatletka, skoczkini w dal (ur. 1924)
  - Luigi Magni, włoski reżyser i scenarzysta filmowy (ur. 1928)
  - Lou Reed, amerykański wokalista, gitarzysta, autor tekstów, kompozytor, lider zespołu The Velvet Underground (ur. 1942)
- 2014:
  - Daniel Boulanger, francuski prozaik, poeta, aktor (ur. 1922)
  - Stanisław Nieckarz, polski ekonomista, polityk, minister finansów, członek RPP (ur. 1941)
  - Reidar Sundby, norweski piłkarz (ur. 1926)
- 2015 – Mikołaj (Mrđa), serbski biskup prawosławny (ur. 1928)
- 2016:
  - Elżbieta Arciszewska-Piontkowska, polska działaczka społeczna (ur. 1926)
  - Mikasa, japoński książę, orientalista, archeolog (ur. 1915)
- 2017:
  - Hans Kraay, holenderski piłkarz, trener (ur. 1936)
  - Andrzej Majewski, polski pułkownik dyplomowany pilot (ur. 1931)
  - Cecil Moss, południowoafrykański lekarz, rugbysta, trener, działacz sportowy (ur. 1925)
  - Abdoulaye Soulama, burkiński piłkarz, bramkarz (ur. 1979)
  - Katalin Szőke, węgierska pływaczka (ur. 1935)
- 2018:
  - Daniel Corrêa Freitas, brazylijski piłkarz (ur. 1994)
  - Piero Del Papa, włoski bokser (ur. 1938)
  - Vichai Srivaddhanaprabha, tajski przedsiębiorca, miliarder (ur. 1957)
- 2019:
  - Abu Bakr al-Baghdadi, iracki terrorysta, samozwańczy kalif Państwa Islamskiego (ur. 1971)
  - Shpresa Bërdëllima, albańska aktorka (ur. 1959)
  - Władimir Bukowski, rosyjski pisarz, publicysta, dysydent, obrońca praw człowieka (ur. 1942)
  - John Conyers, amerykański polityk (ur. 1929)
  - Ivan Milat, australijski seryjny morderca pochodzenia chorwackiego (ur. 1944)
  - Xi Enting, chiński tenisista stołowy (ur. 1946)
- 2020:
  - Richard Adjei, niemiecki futbolista, bobsleista (ur. 1983)
  - Jacek Flur, polski aktor, reżyser radiowy (ur. 1929)
  - Jan Niemiec, polski duchowny katolicki, biskup pomocniczy kamieniecki (ur. 1958)
  - Gilberto Penayo, paragwajski piłkarz (ur. 1933)
  - Ryszard Witke, polski skoczek narciarski, trener (ur. 1939)
- 2021:
  - Oddie Agam, indonezyjski piosenkarz, muzyk, autor piosenek (ur. 1953)
  - Sandy Carmichael, szkocki rugbysta, trener (ur. 1944)
  - Bernd Nickel, niemiecki piłkarz (ur. 1949)
  - Jacek Niedźwiedzki, polski tenisista, trener (ur. 1951)
- 2022 – Pedro Nicolás Bermúdez Villamizar, wenezuelski duchowny katolicki, biskup pomocniczy Caracas (ur. 1929)
- 2023:
  - Lucjan Białas, polski piłkarz (ur. 1940)
  - Cezary Dąbrowski, polski ekonomista, polityk, prezydent Sopotu, wojewoda pomorski (ur. 1941)
  - Anne Heywood, brytyjska aktorka (ur. 1931)
  - Li Keqiang, chiński prawnik, polityk, wicepremier i premier Chin (ur. 1955)
  - Wiktor Mamatow, rosyjski biathlonista (ur. 1937)
  - Ewald Walch, austriacki saneczkarz (ur. 1940)
- 2024:
  - Paul Bailey, brytyjski pisarz (ur. 1937)
  - Zoja Nowożyłowa, rosyjska dyplomatka, działaczka komsomolska i partyjna (ur. 1943)